# 340 v.Chr.
Het jaar 340 v.Chr. is een jaartal volgens de christelijke jaartelling. 

## Gebeurtenissen

### Perzië
Het eiland Rhodos wordt door de Perzen veroverd.

### Griekenland
- Koning Philippus II van Macedonië belegert de Griekse stadstaat Byzantium.
- Philippus II breekt het beleg van Byzantium (Constantinopel) af en begint een veldtocht tegen de Scythen.
- De 16-jarige Alexander de Grote wordt tijdens de afwezigheid van zijn vader regent van Macedonië.

### Italië
- Timoleon verslaat in de Slag bij Crimissus het Carthaagse leger op Sicilië.
- Carthago eist in een verdrag met Syracuse dat de Halykos (Platani), als grensrivier onder de Grieks/Carthaagse invloedssfeer wordt erkend.
- Rome weigert Latium (Lazio) in de Romeinse Senaat toe te laten.
- De Latijnse Oorlog begint, het Romeins-Samnitische leger verslaat de Latijnen en Campaniërs in de Slag bij Vesuvius.
- Publius Decius Mus sneuvelt opzettelijk in de veldslag, dit als offer aan de Romeinse goden om een overwinning zeker te stellen.
- Consul Titus Manlius Torquatus laat zijn zoon Titus onthoofden tijdens de gevechten bij de Vesuvius.

## Geboren
- Appius Claudius Caecus (~340 v.Chr. - ~273 v.Chr.), Romeins consul en veldheer
- Chandragupta Maurya (~340 v.Chr. - ~293 v.Chr.), Indische keizer van het Mauryarijk
- Euhemerus (~340 v.Chr. - ~260 v.Chr.), Grieks filosoof en schrijver

## Overleden
- Mentor van Rhodos, Grieks huurlingengeneraal
- Publius Decius Mus, Romeins consul